# Millenium Tower (Dubaï)
La Millenium Tower est un gratte-ciel situé à Dubaï. Le gratte-ciel mesure 285 m et comporte 60 étages.
La Millenium Tower était, à la fin de sa construction, le troisième bâtiment résidentiel du monde par sa hauteur, derrière la Q1 Tower à Gold Coast et l'Eureka Tower à Melbourne. C'était également lors de son ouverture en 2006 le quatrième plus haut gratte-ciel de Dubaï, derrière l'Emirates Tower One (355 m), le Burj-Al-Arab (321 m) et l'Emirates Tower Two (309 m). En 2010, il s'agit du 35e gratte-ciel mondial en termes de hauteur.
La Millenium Tower se trouve sur la Sheikh Zayed Road, juste en face des Lam Tara Towers (360 m).